# Tomas Boström
Tomas Boström, folkbokförd Karl Thomas Gunnar Boström, född 28 januari 1953 i Ankarsrum i Hallingebergs församling, är en svensk sångförfattare och musiker som sedan länge bor på Gotland.
Under de senaste åren har Tomas bl a ägnat sig åt att skriva sjungna parafraser till Kyrkoårets episteltexter. Mycket uppmärksamhet fick också hans tolkningar av Leonard Cohens sånger. Detta resulterade i Mitt gömda jag.
Boströms psalmer har fått en internationell spridning, delvis beroende på att Boström länge funnits med i den internationella samlingen av hymnologer som kallas "Global Praise Working Group". 
Tomas har varit varit värd i Sommar i P1. 
Under det senaste året har Tomas fått ta emot Pälle Näver-priset samt Smålands Akademis kulturpris. Utmärkelserna kulminerade i att han fick ta emot Konungens medalj Litteris et Artibus för sina insatser inom svenskt musikliv.
I januari 2023 publicerade Tomas sin senaste inspelning – Född 53.

## Musikverk
- Att resa ett hoppets tecken. Musikal för ungdomskör, dramagrupp och orkester. (1984, musik i samarbete med Jonas Gustafsson) 
  - Jag är stark
  - Har du en stund?
  - Vi är ett med livet
  - Första bästa tango
  - Vi rör oss
- Josef - nu får du väl ge dej (1985, arrangemang av Peter Sandwall)
- Konkarongen: 20 sånger för barnasinnet (1987)
  - Kamel
  - Kom ner
  - Noa
  - Är det sant?
  - Bullen
  - Tussilago
  - Gubbe
  - Mask
  - Blomsång
  - Konkarongen
  - Syns och hörs
  - God morgon
  - Steg
  - Ängel
  - Vintervisa
  - Om
  - Ljuset
  - Benjamin
  - Maskrosblues
  - Tack

- Pussel: sånger under kyrkoåret: en massa småbitar som tillsammans blir något helt (1988)
  - Åsnan (Jag är en liten åsna)
  - Som träd
  - Lilla Maria (Var inte rädd, du lilla Maria)
  - Ljuset (Mitt i det mörkaste mörker)
  - Ticktack
  - Kyrkan (En del kyrkor är stora och höga som berg)
  - Jesus (Vad tänkte du på)
  - Hemlig (Hemma har jag en hemlig vän)
  - I ögonvrån (Var kommer allt det onda ifrån)
  - Det levande ordet (Aldrig har någon pratat som han)
  - Hur det än är (På månda'n är jag typiskt så'n)
  - Livets bröd (Gud, för alla dom som svälter)
  - Hosianna (Hör hur vindens blåsorkester)
  - En för alla (Den freda'n låg mörkret tungt över stan)
  - Jag lever, du lever (Jag lever i din kärlek)
  - Bön (Se mig när jag knäpper mina händer)
  - Överallt (Dom säger du flög som en vind)
  - Befria (Befria all sanning)
  - Kärlekens väg (Som Johannes byggde vägar)
  - Livet och döden (Liv, liv är ljuset)

- Till din blomstrande äng (1989, arrangemang av Arne Lundmark)
- Jag är människa (1989, arrangemang av Börje Gustavsson)
- Aftonpsalm (1989, text av Pälle Näver, arrangemang av Arne Lundmark)
- Lillebror (1990, barnmusikal)
- Fem visor för kör (1991, gult häfte, arrangemang av Karin Hjalmarsson)
  - Aftonpsalm
  - Du är som vinden (tryckt separat 2008)
  - Till din blomstrande äng
  - Jag är en människa
  - Vattenbrynet
- Fem visor för kör (1991, grönt häfte, arrangemang av Karin Hjalmarsson)
  - Ande och liv
  - Försommarbarn
  - Maria
  - Vad jag vill
  - Ögonblick

- Nu och då (1991, ur musikal Vildhonung, arrangemang av Arne Lundmark

- Vad jag vill (1991, arrangemang av Börje Gustavsson)

- Sex små lätta körvisor för barn- och vuxenkör (1991, arrangemang av Karin Hjalmarsson)
  - Steg (I sanden såg jag)
  - Livet och döden (Liv, liv är ljuset)
  - Emanuel (Han föddes ur ett mörker)
  - Om Gud- (I en stuga vid en strand)
  - Det stora livet (Ta en droppe vatten)
  - Bön (Se mig när jag knäpper mina händer)

- Hunger: en mässa om trons längtan (1991, tillsammans med Johan Lyander, arrangemang av Karin Hjalmarsson)
  - Fågeln (Det är som om den fågeln)
  - Stå ut med mig (När livet rinner genom mina fingrar)
  - Bön (Hela universum bär en bön)
  - Salig röra (Du finns i varje ögonblick)
  - Jag tror dig
  - Du är helig
  - Du är (Du är bröd)
  - Tack (I min hunger)
  - Flyg, min fågel

- Sånger vid liv (1998, arrangemang av Karin Hjalmarsson)
  - Vid liv
  - Dansa med mig
  - Dockmakaren
  - Självklar

- Sånger trots allt (1998, arrangemang av Karin Hjalmarsson)
  - Stå ut med mig
  - Trots allt
  - Att söka och låta sig finnas
  - Profeten och poeten

- Visor i vinden (2001, tillsammans med Karin Hjalmarsson)
  - Ande och liv
  - Ansikte mot ansikte
  - Att söka och låta sig finnas
  - Benjamin
  - Berörd
  - Blomsång
  - Bär mig
  - Bön
  - Dansa med mig
  - Den finaste av resor
  - Den här
  - Din famn är himmelriket
  - Dockmakaren
  - Dröm vad du vill
  - Du himlabarn
  - Du kom till en gata
  - Du lekte med samma stenar
  - Du är helig
  - Du är som vinden
  - Eko av dig
  - En aning av ditt bliv
  - En enda. En för alla
  - Flyg, min fågel
  - Fridens pensionat
  - Fågeln
  - Föd mig igen
  - Fönster
  - Försommarbarn
  - Getsemanelunden
  - God morgon
  - Guld och grus
  - Gunga min kamel
  - Hemma
  - Hon är vi
  - Hosianna
  - I den gamla katedralen
  - I fred
  - I smyg
  - Jag tror dig
  - Jag är en människa
  - Jesus
  - Josefs sång
  - Jönssons advent
  - Klockan fyra
  - Kom in
  - Kom ner
  - Kramfors
  - Lilla Maria
  - Livet och döden
  - Ljuset
  - Maria
  - Maria från Magdala
  - Min egen vals
  - Motiv
  - Nattfågel
  - Nu blommar asfalten
  - När
  - Nära
  - Nära oss nu
  - När jag blir stor
  - Ordet blev levande
  - Original
  - Pax
  - Profeten och poeten
  - Psalm
  - Res med mig
  - Se Guds lamm
  - Serenaden i Vintergatan
  - Simon Petrus
  - Självklar
  - Som en blomma vissnad
  - Som Gud.
  - Steg
  - Stjärnefall
  - Stå ut med mig
  - Sången
  - Tack
  - Tacksång
  - Tack tack
  - Till din blomstrande äng
  - Till ett
  - Tillåtelsens kapell
  - Trots allt. Utan någonting
  - Vad jag vill. Vals i förbifarten
  - Vardag. Var inte rädd
  - Var inte rädd - jag älskar dig
  - Vattenbrynet
  - Via Dolorosa
  - Vid liv
  - Visa i tveksamheten
  - Visa i vresig vind
  - Värld
  - Är det sant
  - Ögonblick
  - Öppna din dörr
  - Överallt

- Älskade unge (2002, översatt till svenska av Boström och Jenny Willén, arrangemang av Carin Åkesson och pianokomp av John Nygren)

- En son (2002, text och musik av Lorenzo Ramón Vaquero Labrada, översatt till svenska av Boström, arrangemang av Carin Åkesson och pianokomp av John Nygren)

- Aftonpsalm (2003, text av Pälle Näver, arrangemang av Karin Hjalmarsson)

- Nattfågel (2006, arrangemang av Kurt Sundström)

- Innan verkligheten vaknat (2006, arrangemang av Karl Fredrik Jehrlander)

- Föd mig igen (2006, arrangemang av Kurt Sundström)

- Så som på jorden (2006, musik av John L. Bell, texter tillsammans med Victoria Rudebark och Leif Nahnfeldt)

- Kristus lever nu (2007, översatt till svenska av Boström, arrangemang av Karl Fredrik Jehrlander)

- Sången (2007, arrangemang av Kurt Sundström)

- Ett eko av in innersta gud (2009, översatt till svenska av Boström, musik av Sally Ann Morris)

- Livets som helar (2012, musik av Fredrik Sjöblom, text av Johannes XXII, översatt till svenska av Boström)

- Så gick det till (

- Se Marias baby (2011, arrangemang av Mathias Lundqvist)

- Resan till det fria (2011, översatt till svenska av Boström)

- I Gud finns all min hjälp (2011, musik av Paul Melley, översatt till svenska av Boström)

- Kristus uppstått, hör en hymn (musik av Charles Wesley, text av Eleanor, översatt till svenska av Boström)
- Nu vet vi du är här (text och musik av David Haas, översatt till svenska av Boström)

- Ditt öppna rum (musik av Paul Ritchie)
- Där barmhärtighet och kärlek bor
- Fyra meditationer (musik av Larry Visser)
  - Kom närmare Gud
  - O Gud, hör vår bön
  - Hos vem finns vårt svar?
  - Må mitt ord och min bön
- Mässa i presens (musik av Johan Lindström)
  - Introitus: Kom, kom, kom
  - Kyrie: Hit till mitt inre rum
  - Gloria: Himlens alla änglar
  - Halleluja: Stenarna dom ropar
  - Credo: Himlen och jorden tror
  - Sanctus: Hela livet bär du
  - Pax: Fred
  - Agnus Dei: Du är lammet
  - Benedicamus: Det doftar himmel, det smakar jord
  - Amen: Vägarna vi vandrar

- Livet som helar (Musik av Lorenzo Dobici, text av Johannes XXII, översatt till svenska av Boström).
- Med en längtan i hjärtat (2017, text och musik av Ephrem Feeley, översatt till svenska av Boström)

- Vildhonung (arrangemang av Karin Hjalmarsson, Irene Sjöberg-Lundin, Bengt Lundin, Arne Lundmark, Peter Sandwall och Michael Strand)
  - Tid & Rum
  - Nu & Då
  - Maria
  - Guld & Grus
  - Kvinnan i Sykar
  - Via Dolorosa
  - Maria från Magdala
  - Ande & Liv
  - Priscilla
  - Fånge & Fri
  - Teresa
  - Bröd & Vin
  - Din & Min
  - Vatten & Vind

- Andetag i Kosmos (arrangemang av Karin Hjalmarsson)
  - Gloria - Så stiger dagen
  - Credo - Jag tror på en Gud, en enda
  - Tack - Som fältet, efter månader av torka
  - Missa - Jag lever i din kärlek

- Ett bord för mig... (arrangemang av Karin Hjalmarsson)
  - Jorden är Herrens
  - Bevara mig
  - Allt i hans tempel
  - Lova Herren
  - Halleluja
  - Jag tror
  - Se och smaka
  - Helig är Herren
  - Se Guds lamm
  - Livets källa
  - I mitt liv

### Psalmer
- Till din blomstrande äng
- Jag lever i din kärlek
- Jag tror på en Gud, en enda
- Se Guds lamm
- Du är helig och helighet
- Vi tackar för skörden
- Gud av rättvisa och frihet
- En psalm ur djupet
- Finns du nånstans här så säg det
- I smyg
- För att du kom
- Nattvardscalypso
- Dagbön
- Till ett
- Som en blomma vissnad
- Kom ner
- Långfredag
- Vem har stigit upp till himlen?
- Var inte rädd - jag älskar dig.
- När
- Bön

- Psalmer i 90-talet
  - 882 - Du har aldrig begärt av mig

- Psalmer i 2000-talet
  - 801 - Sjung till Guds ära
  - 899 - Innan
  - 954 - Du har aldrig begärt av mig